# Лабзин, Николай Филиппович
Никола́й Фили́ппович Лабзи́н (16 [28] августа 1837 — 25 февраля 1927, Ленинград) — русский учёный-технолог, заслуженный профессор Петербургского технологического института, член Совета министра народного просвещения и Совета торговли и мануфактур; действительный тайный советник (с 1911).

## Биография
Происходил из купеческого сословия. Родился 16 (28) августа 1837 года.
В 1857 году окончил с золотой медалью и званием инженера-технолога Санкт-Петербургский практический технологический институт и занял должность помощника директора Самсониевской шерстопрядильной и бумагопрядильной мануфактуры. И в этом же году ему было поручено преподавать механику великим князьям Николаю, Александру Александровичу и Владимиру Александровичам. В 1860 году механика была исключена (по недостатку времени) из учебной программы, но Лабзин продолжал практические занятия: «раз в неделю в свободное от уроков время он обязан был сопровождать великих князей на разные фабрики и заводы, а по воскресениям проводить с ними подготовительные беседы к следующему ознакомительному посещению» — по окончании этих занятий в 1861 году он был «удостоен получения пенсии в размере 642 руб ежегодно, из Государственного казначейства».
В 1860 году он поступил на службу в Общество Санкт-Петербургских водопроводов, где под его руководством была произведена нивелировка Санкт-Петербурга. В 1861 году он получил должность механика при Совете торговли и мануфактур.
В 1862—1874 годах Н. Ф. Лабзин читал в технологическом институте технологию дерева; в 1864 году получил по конкурсу вновь учреждённую в институте кафедру технологии металлов и дерева, читая здесь лекции до 1904 года. В 1887—1891 годах он был одновременно и помощником директора института; с 1888 года был заслуженным профессором технологического института. В 1904 году, по оставлении профессуры, был избран почётным членом института.
Также с 1866 года он преподавал те же предметы в Николаевской морской академии (в 1908 году был назначен членом Конференции академии).
В 1870 году министр финансов поручил ему дело преобразования ремесленной школы при заводе Милютина в Череповце, в техническое череповецкое училище. В 1875 году, в качестве директора, Лабзин приступил к организации в Петербурге ремесленного училища цесаревича Николая и управлял им до 1 ноября 1880 года.
В 1882 году определением Правительствующего сената он был признан с женой и детьми в потомственном дворянском сословии.
Н. Ф. Лабзин также состоял членом и Совета торговли и мануфактур (с 1888) и Совета министра народного просвещения (с 1894).
Лабзин принимал самое деятельное участие при общих пересмотрах таможенного тарифа в 1868, 1879, 1891 и 1903 годах.
В 1921 году, когда Технологический институт начал готовиться к своему столетию, ректор Д. С. Зернов поручил «старейшему технологу» Н. Ф. Лабзину, которому шёл уже 84-й год, написание исторического очерка для юбилейного издания. Написанная им история института была признана Советом института не совсем отвечающей новому времени, и очерк было поручено заново написать профессору А. А. Воронову, который использовал целые страницы труда Лабзина, о чём с благодарностью написал в предисловии написанной им истории.
Умер в интернате для научных работников 25 февраля 1927 года..

## Награды
Был награждён российскими орденами: Св. Анны 1-й, 2-й, 3-й и 4-й ст., Св. Станислава 1-й и 2-й ст., Св. Владимира 2-й, 3-й, и 4-й ст., Белого Орла, Св. Александра Невского; а также: прусским орденом Красного Орла 2-й ст. со звездой и бриллиантами, австрийским Командорским крестом ордена Франца Иосифа; медалями: в память царствования Императора Александра III, в память коронования Николая II и в память 300-летия дома Романовых.